# Печук, Исаак Моисеевич
Исаа́к Моисе́евич Печу́к (1893, Российская империя — 17 сентября 1970, Макеевка, Донецкая область) — советский учёный, горный инженер, доктор технических наук, профессор, основоположник прогноза газообильности угольных шахт, один из основоположников современной дегазации угольных шахт, теории и практики борьбы с внезапными выбросами угля и газа, предупреждения эндогенных пожаров, Заслуженный деятель науки и техники Украинской ССР.

## Биография
Родился в 1893 году.
В 1914 году окончил Екатеринославский горный институт, получил квалификацию горного инженера.
С 1914 по 1923 год работал на ряде шахт Донбасса в должности заведующего вентиляцией, затем заведующим шахтой.
С 1924 по 1927 год руководил научной частью Центральной спасательной станции (г. Макеевка), преобразованной в 1927 году в научно-исследовательский институт МакНИИ.
С 1927 по 1941 год работал на шахтах, вплоть до начала Великой Отечественной войны.
С 1943 года, после освобождения Донбасса от немецко-фашистских оккупантов, участвовал в восстановлении разрушенных шахт и развитии угольной промышленности.
В 1949 году вернулся к научной работе в Государственном макеевском научно-исследовательском институте по безопасности работ в горной промышленности (МакНИИ) в должности заведующего лабораторией. Работал в институте до конца своих дней.
Трагически погиб[прояснить] 17 сентября 1970 года.
Похоронен в Макеевке.

## Научный вклад
Автор проекта первых в истории угольной промышленности СССР «Правил безопасности работ в шахтах» (1927).
Изучение газоносностиугольных пластов и газообильностишахт.
Под руководством И. М. Печука разработан метод прогноза газообильности шахт (1953). Методика была утверждена Министерством угольной промышленности СССР и до сегодняшнего дня используется проектными институтами и организациями при разработке проектов вентиляции новых и реконструируемых шахт России.
Впервые выявил закономерность уменьшения газоносности угольных пластов (суперантрациты) с увеличением глубины их залегания. Предложил использовать в качестве показателя метаморфизма угля логарифм удельного электрического сопротивления, который используется до настоящего времени.
Разработал основы метода прогноза выделения углекислого газа в шахтах.
Развитие дегазации угольных шахт
Впервые высказал предположение о том, что основными источниками метана в шахтах являются сближенные угольные пласты, предложил каптировать (извлекать) его дегазационными скважинами, отводить на поверхность и использовать в качестве топлива. Первая дегазационная скважина была пробурена на шахте № 2 КСМ в г. Красный Луч (Луганская область) и целиком подтвердила это предположение. В 1952 году, под руководством И. М. Печука на шахте «Красная Звезда» в г. Чистяково (ныне — г. Торез Донецкой области) была построена первая дегазационная установка, полностью подтвердившая экономическую эффективность принятых решений.
Обосновал технико-экономическую целесообразность широкого развития дегазации шахт Донбасса и использования капированного метана в качестве топлива для шахтных котельных. Впервые такой проект был реализован в 1954 году на шахте им. XVII Партсъезда в Шахтёрском районе Донецкой области.
Метод проектирования дегазации шахт и меры безопасности при утилизации шахтного метана изложены в монографии И. М. Печука «Дегазация спутников угольных пластов скважинами» (1956). Многие положения этого метода успешно применяются до сих пор.
В 1961 году, в связи со строительством ряда шахт, разрабатывающих угольные пласты Донбасса на небольшой глубине, впервые исследовал проблему выделения шахтного метана на земную поверхность и в его проникновения в технические и жилые строения. Разработал первую в мире Инструкцию по защите помещений от проникновения шахтного метана. Основные выводы исследования изложены в монографии И. М. Печука «Проникновение газов по трещиноватым породам в помещения и выработки» (1965).
Борьба с внезапными выбросами угля и газа в шахтах
Впервые определил роль геологических нарушений в формировании выбросоопасных зон, усовершенствовал меры по предотвращению внезапных выбросов за счёт опережающей отработки защитных пластов, разработал способы борьбы со внезапными выбросами путём дистанционного гидроразрыва и гидровымывания угольных пластов.
Предупреждение эндогенных пожаров
Совместно с другими учёными МакНИИ, определил природу самовозгораемости углей, установил её взаимосвязь с горно-геологическими условиями, разработал способы безопасного вскрытия и подготовки угольных пластов, систему разработки, скорость подвигания очистного забоя и меры по предотвращению эндогенных пожаров.
Автор множества научных публикаций и ряда авторских свидетельств на изобретения.

## Награды
Указом Президиума Верховного Совета УССР за выдающиеся заслуги в развитии науки и техники безопасности в горной промышленности И. М. Печуку присвоено почётное звание Заслуженного деятеля науки и техники Украинской ССР.
Полный кавалер отраслевых наград «Шахтёрская слава».